# Racoforins
Els racoforins (Rhacophorinae) són una subfamília d'amfibis anurs de la família Rhacophoridae.

## Gèneres
- Chirixalus (Boulenger, 1893)
- Chiromantis (Peters, 1854)
- Feihyla (Frost i cols., 2006)
- Kurixalus (Ye, Fei, & Dubois a Fei, 1999)
- Nyctixalus (Boulenger, 1882)
- Philautus (Gistel, 1848)
- Polypedates (Tschudi, 1838)
- Rhacophorus (Kuhl & Hasselt, 1822)
- Theloderma (Tschudi, 1838)